# Миста
Миге́ль А́нхель Ферре́р Марти́нес (исп. Miguel Ángel Ferrer Martínez; род. 12 ноября 1978 года, Каравака-де-ла-Крус, Мурсия), более известный как Ми́ста (исп. Mista) — испанский футбольный нападающий.

## Биография
Мигель Анхель Феррер Мартинес, в футбольных кругах Испании более известный как «Миста», родился 12 ноября 1978 года на юго-востоке Испании, в Каравака-де-ла-Крус, что в Мурсии. В июле 2006 года Мигель перешёл в «Атлетико Мадрид»: за него клуб заплатил 6,3 миллионов долларов, а сам игрок подписал контракт на четыре года.
В июне 2008 года перешёл на правах свободного агента в «Депортиво Ла-Корунья», подписав трехлетний контракт.
В июле 2010 года подписал контракт с командой «Торонто», выступающей в MLS.
В 2005 году Миста провёл 2 матча за национальную сборную Испании: против Китая и Сан-Марино.

## Достижения
- Чемпион Испании (2): 2001/2002, 2003/2004
- Обладатель Кубка УЕФА (1): 2003/2004
- Обладатель Суперкубка УЕФА (1): 2004